# Francisco Mancebo
Francisco "Paco" Mancebo Pérez (Madrid, 9 maart 1976) is een Spaans wielrenner die anno 2023 rijdt voor Matrix Powertag. Mancebo is een buitengewoon goed klimmer, die daarbij bekend staat om zijn typische scheve zit op de fiets. Verder kan hij op goede dagen ook een redelijke tijdrit rijden. Dit maakt hem tot een ideale renner voor de Grote Rondes.

## Biografie

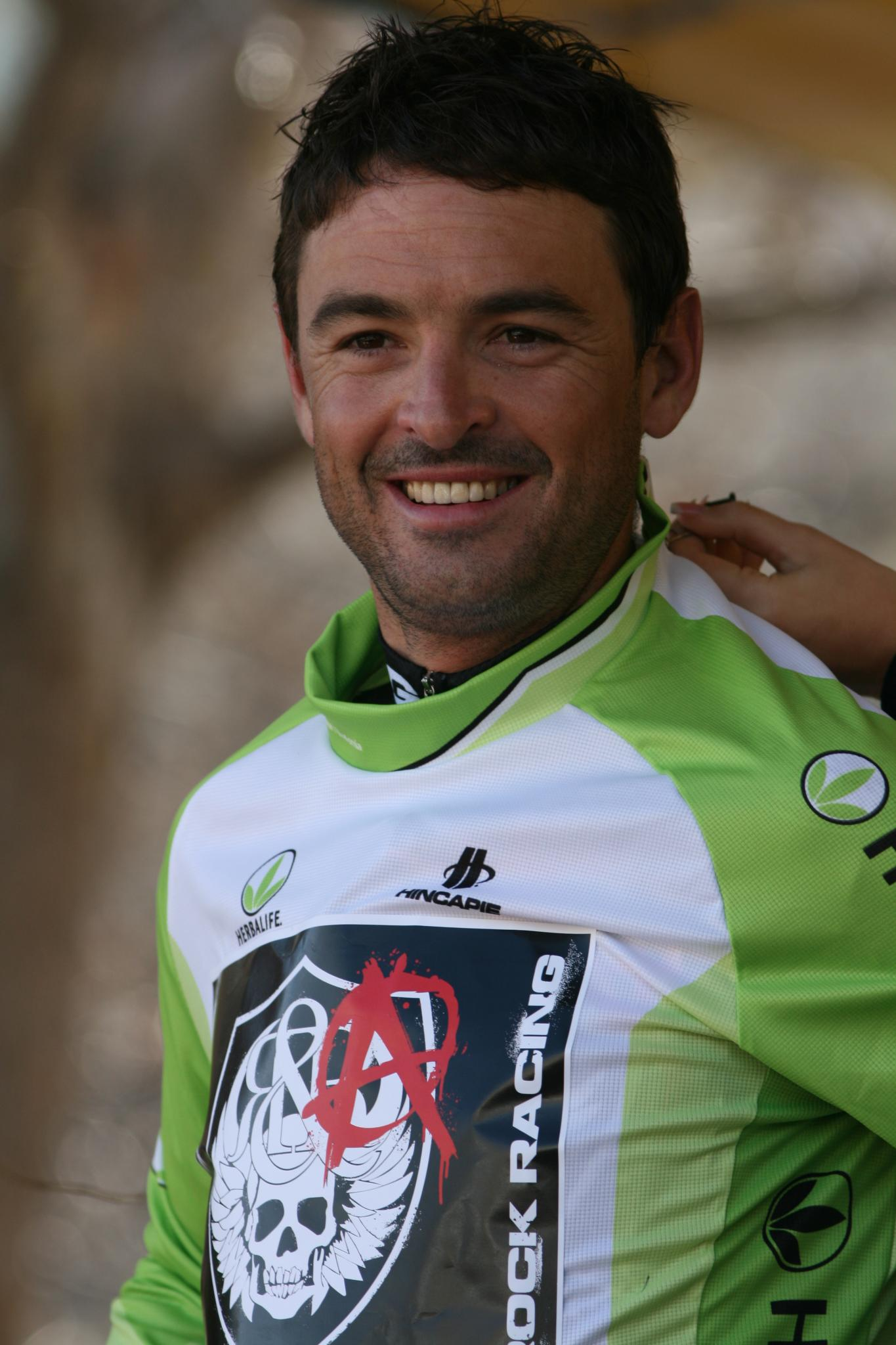
Mancebo tijdens de Ronde van Californië 2009

Mancebo werd prof in 1998 bij Banesto, en vervolgde zijn carrière in 2004 bij diens opvolger Illes Balears. Zijn talent voor etappekoersen toonde hij voor het eerst in de Ronde van Frankrijk van 2000, toen hij de witte trui won en negende werd in het eindklassement. Mancebo had eerder dat jaar al een etappe in de Route du Sud gewonnen en zou later ook nog de Ronde van Castilië en León winnen.
Een jaar later werd hij dertiende in de Tour en tweede in het jongerenklassement. Het was een opmaat voor een goede reeks, want de volgende jaren werd Mancebo achtereenvolgens zevende, tiende en zesde in de Tour. Ook werd hij vijfde en derde in de Ronde van Spanje. Verder staan ook de Ronde van Burgos (2002), de Alpenklassieker en nogmaals de Ronde van Castilië en León (2003), een rit in de Ronde van Duitsland en het Spaans kampioenschap (2004) op zijn palmares. In de Tour van 2005 viel hij net buiten het podium en werd hij vierde. In september 2005 won hij voor het eerst een etappe in de Ronde van Spanje. Hij werd ook hier vierde in het eindklassement.
In augustus 2005 tekende Mancebo een contract voor twee jaar bij de Franse ProTour-ploeg AG2R Prévoyance, waar hij kopman kon worden in de grote rondes.
Mancebo werd echter genoemd in Operación Puerto, de dopingzaak rond sportarts Eufemiano Fuentes. Nadat dit nieuws op 30 juni 2006 bekend werd, werd het hem tevens verboden deel te nemen aan de Ronde van Frankrijk en besloot Mancebo vroegtijdig zijn loopbaan te beëindigen. Toen eind 2006 bleek dat hij toch niet vervolgd zou worden en een aanbieding kreeg van een andere wielerploeg, kwam hij op deze beslissing terug. In 2007 reed hij bij Relax-GAM. In 2009 reed hij weer een sterk seizoen voor Rock Racing met winst in de koninginnenrit en het eindklassement in de Ronde van Asturië, een etappe in de Ronde van Californië en één in de Ronde van Utah en het eindklassement.
Sinds dat Mancebo de overstap maakte in 2019 naar het Japanse Matrix Powertag is hij enkel actief op Japanse bodem.

## Belangrijkste overwinningen
1997
5e etappe deel B Ronde van Navarra
1998
Trofeo Foral de Navarra
2000
4e etappe Route du Sud
5e etappe Ronde van Castilië en León
Eindklassement Ronde van Castilië en León
Jongerenklassement Ronde van Frankrijk
Clásica a los Puertos de Guadarrama
2002
Eindklassement Ronde van Burgos
2003
2e etappe Ronde van Castilië en León
Eindklassement Ronde van Castilië en León
Alpenklassieker
2004
6e etappe Ronde van Duitsland
 Spaans kampioen op de weg, Elite
2005
10e etappe Ronde van Spanje
2006
Puntenklassement Criterium du Dauphiné Libéré
2007
Eindklassement Ronde van Chihuahua
2008
Eindklassement Ronde van Chihuahua
2009
1e etappe Ronde van Californië
4e etappe Ronde van Asturië
Eindklassement Ronde van Asturië
1e etappe Ronde van Utah
Eindklassement Ronde van Utah
 Spaans kampioen marathon, Elite
2010
Proloog Ronde van Guadeloupe
Eindklassement Ronde van Guadeloupe
2011
Proloog Redlands Bicycle Classic
1e en 5e etappe Ronde van de Gila
Eindklassement Ronde van de Gila
3e etappe Ronde van Beauce
2e etappe Cascade Cycling Classic
Eindklassement Cascade Cycling Classic
2012
Tour of the Battenkill
1e etappe Ronde van Beauce
Puntenklassement Ronde van Beauce
Eindklassement Cascade Cycling Classic
2013
4e etappe Redlands Bicycle Classic
Eindklassement Redlands Bicycle Classic
5e etappe Ronde van de Gila
3e etappe Ronde van Beauce
6e etappe Ronde van Utah
2014
Eindklassement Ronde van Kumano
2e etappe Ronde van Kumano
2015
1e etappe Ronde van Egypte
Eindklassement Ronde van Egypte
1e etappe Jelajah Malaysia
2e etappe Jelajah Malaysia (ploegentijdrit)
Eindklassement Jelajah Malaysia
2016
5e etappe Ronde van Alberta
1e etappe Ronde van Sharjah (ploegentijdrit)
2019
1e etappe Ronde van de Filipijnen
Eindklassement Ronde van de Filipijnen
Bergklassement Ronde van Madrid
2021
Oita Urban Classic
2025
1e etappe Ronde van de Sahel 

## Resultaten in voornaamste wedstrijden
| Jaar | Ronde van Italië | Ronde van Frankrijk | Ronde van Spanje |
| ---- | ---------------- | ------------------- | ---------------- |
| 1998 |                  |                     |                  |
| 1999 |                  | 28e                 |                  |
| 2000 | 20e              | 9e                  |                  |
| 2001 |                  | 13e                 |                  |
| 2002 |                  | 7e                  | opgave           |
| 2003 |                  | 10e                 | 5e               |
| 2004 |                  | 6e                  | ↑                |
| 2005 |                  | ↑                   | 4e (1)           |
| 2006 |                  |                     |                  |

| Jaar | Milaan-San Remo | Amstel Gold Race | Luik-Bast.‑Luik | Ronde van Lombardije | Clásica San Sebastián | Waalse Pijl | Clásica San Sebastián |  | WK op de weg |  | Wereldranglijsten |
| ---- | --------------- | ---------------- | --------------- | -------------------- | --------------------- | ----------- | --------------------- |  | ------------ |  | ----------------- |
| 1998 | 47e             |                  |                 |                      |                       | 103e        |                       |  |              |  |                   |
| 1999 | 37e             | 76e              | opgave          |                      | 6e                    | 11e         | 6e                    |  |              |  |                   |
| 2000 | 96e             |                  | 38e             |                      | 111e                  | 22e         | 111e                  |  |              |  |                   |
| 2001 | opgave          |                  | 24e             | 10e                  |                       | 13e         |                       |  |              |  |                   |
| 2002 |                 | opgave           | 11e             | 10e                  | 36e                   | 15e         | 36e                   |  |              |  |                   |
| 2003 |                 |                  |                 |                      |                       |             |                       |  | 62e          |  |                   |
| 2004 |                 |                  |                 |                      |                       |             |                       |  | 12e          |  |                   |
| 2005 |                 | opgave           | 92e             | 32e                  | 24e                   | 105e        | 24e                   |  | 68e          |  | 15e (UPT)         |
| 2006 |                 | 53e              | 35e             |                      |                       | 23e         |                       |  |              |  | 62e (UPT)         |

## Ploegen
- 1998 –  Banesto
- 1999 –  Banesto
- 2000 –  Banesto
- 2001 –  iBanesto.com
- 2002 –  iBanesto.com
- 2003 –  iBanesto.com
- 2004 –  Illes Balears-Banesto
- 2005 –  Illes Balears-Caisse d'Epargne
- 2006 –  AG2R Prévoyance
- 2007 –  Relax-GAM
- 2008 –  Fercase-Rota dos Móveis
- 2009 –  Rock Racing
- 2010 –  Heraklion Kastro-Murcia (vanaf 1-6)
- 2011 –  RealCyclist.com Cycling Team
- 2012 –  Competitive Cyclist Racing Team
- 2013 –  5-Hour Energy
- 2014 –  Skydive Dubai Pro Cycling Team
- 2015 –  Skydive Dubai Pro Cycling Team-Al Ahli Club [a]
- 2016 –  Skydive Dubai Pro Cycling Team-Al Ahli Club
- 2017 –  Skydive Dubai-Al Ahli Pro Cycling Team (tot 6-4)
- 2017 –  Hangar 15 Bicycles [b] (vanaf 7-4)
- 2018 –  Inteja Dominican Cycling Team
- 2019 –  Matrix Powertag
- 2020 –  Matrix Powertag
- 2021 –  Matrix Powertag
- 2022 –  Matrix Powertag
- 2023 –  Matrix Powertag
- 2024 –  Matrix Powertag
- 2025 –  Matrix Powertag

Wielerploegen van Francisco Mancebo
Alonso ·
Aparicio ·
Arrieta ·
Beltrán ·
Blanco ·
Casero ·
de Las Cuevas ·
Fernández Ginés ·
Garcia ·
González ·
Hunt ·
Indurain ·
J. M. Jiménez ·
Miranda ·
Olano ·
A. Osa ·
U. Osa ·
Peña ·
Rodrigues ·
Uriarte ·
E. Jiménez (stagiair) ·
Lastras (stagiair) ·
Mancebo (stagiair)
Alonso ·
Arrieta ·
Barbosa ·
Beltrán ·
de Las Cuevas ·
Fernández Ginés ·
Garcia ·
Garmendia ·
Hunt ·
E. Jiménez ·
J. M. Jiménez ·
Lastras ·
Latasa ·
Mancebo ·
Navas ·
Odriozola ·
Olano   ·
A. Osa ·
U. Osa ·
Peña ·
Rodrigues ·
Solaun ·
Ferrío (stagiair) 
Arrieta ·
Baranowski ·
Barbosa ·
Beltrán ·
Bruseghin ·
García ·
Garmendia ·
Hunt ·
E. Jiménez ·
J. M. Jiménez ·
Lastras ·
Latasa ·
Mancebo ·
Navas ·
Odriozola ·
A. Osa ·
U. Osa ·
Peña ·
Piepoli ·
Rodrigues ·
Solaun ·
Zülle ·
Benito (stagiair) ·
Zandio (stagiair) 
Arrieta ·
Baranowski ·
Barbosa ·
Benito ·
Brożyna ·
Bruseghin ·
García ·
Garmendia ·
E. Jiménez ·
J. M. Jiménez ·
Lastras ·
Latasa ·
Mancebo ·
Mensjov ·
Navas ·
Odriozola ·
A. Osa ·
U. Osa ·
Piepoli ·
Rodrigues ·
Solaun ·
Zülle ·
Bru (stagiair) ·
Gil (stagiair) ·
Zandio (stagiair) 
Arrieta ·
Baranowski ·
Barbosa ·
Benito ·
Blanco ·
Brożyna ·
Bruseghin ·
Domínguez ·
A. García ·
J. V. García ·
Gil ·
E. Jiménez ·
J. M. Jiménez ·
Lastras ·
Latasa ·
Mancebo ·
Mensjov ·
Mercado ·
Navas ·
Odriozola ·
A. Osa ·
U. Osa ·
Pascual ·
Piepoli ·
Plaza ·
Solaun ·
Vila ·
Zandio
Arrieta ·
Baranowski ·
Blanco ·
Brożyna ·
Bruseghin ·
Flecha ·
A. García ·
J. V. García ·
Gil ·
Gutiérrez ·
E. Jiménez ·
J. M. Jiménez ·
Lastras ·
Latasa ·
Mancebo ·
Mensjov ·
Mercado ·
Navas ·
Odriozola ·
A. Osa ·
U. Osa ·
Pascual ·
Piepoli ·
Plaza ·
Vila ·
Zandio
Arrieta ·
Flecha ·
García ·
Gutiérrez ·
Jiménez ·
Karpets ·
Lastras ·
López ·
Mancebo ·
Mateos ·
Mensjov ·
Mercado ·
Odriozola ·
A. Osa ·
U. Osa ·
Pascual ·
Petrov ·
Piepoli ·
Plaza ·
Zandio
Arrieta ·
Becke ·
Colom ·
Gálvez ·
García ·
Gutiérrez ·
Horrach ·
Karpets ·
Lastras ·
López ·
Mancebo ·
Mensjov ·
Navas ·
A. Osa ·
U. Osa ·
Pradera ·
Radochla ·
Reynés ·
Tauler ·
Zandio
Arrieta ·
Arroyo ·
Becke ·
Carrasco ·
Colom ·
Erviti ·
Escobar ·
Gálvez ·
García ·
Gonzalez ·
Gutiérrez ·
Horrach ·
Julia ·
Karpets ·
Lastras ·
Leonet ·
Mancebo ·
Navas ·
A. Osa ·
U. Osa ·
Pérez ·
Pradera ·
Reynés ·
Tauler ·
Valverde ·
Zandio
Arrieta ·
Astarloza ·
Calzati · 
Chaurreau ·  
Deignan ·  
Dessel ·
Dion ·
Dumoulin · 
Dupont ·
Gadret ·
Gerrans · 
Goubert · 
Krivtsov ·
Loubet ·
Mancebo (tot 30/06) ·
Mangel · 
Mondory ·
Moreau ·
Naibo ·
Navas ·
Nazon ·
Oesaw · 
Poulhiès ·
Pütsep · 
Riblon ·
Scanlon ·
Turpin · 
Vaitkus ·
Aulas (stagiair) ·
Ebrard (stagiair) ·
Rousseau (stagiair) · 
Sonnery (stagiair) 
Bahati · 
Boyd ·
Chadwick · 
Domínguez ·
Driscoll · 
Gutiérrez ·
Hamilton (tot 15/04) ·
Hernández ·
Kemps · 
Magnell ·
Mancebo ·
Martín ·
Peña ·
Rodriguez ·
Sanderson ·
Sevilla ·
Tanner ·
Vitoria ·
Williams
Alzate · 
Chadwick · 
Macías ·
Magallanes ·
Mancebo ·
Peña ·
Sarabia ·
Sevilla
Al Ali · Alhammadi · Desmal · Haddi · Hasnaoui · Ibrahim · Jelloul · Mancebo · Mehrab · Obaid · Zmorka
Aguirre · Cueto · Elorza · Guzmán · Mancebo · Marte · Milán · Núñez · Rubio · Sarabia · Torres